# Le Beau Risque
Pour plus de détails, voir Fiche technique et Distribution.
Le Beau Risque (en anglais : The Beautiful Risk) est un film canadien réalisé par Mark Penney, sorti en 2013. Le film a aussi été distribué dans les cinémas américains et en vidéo à la demande en novembre 2014.

## Synopsis
William Murphy, un artiste divorcé, va à Montréal pour une opportunité de travail. Il ne prendra pas le job mais il sombrera dans la drogue et la dépendance au sexe avant d'être sauvé par une jeune femme, Paulette.

## Distribution
- Shaun Benson : William
- Éliane Gagnon : Paulette
- Michel Perron : Pierre
- Marc-André Boulanger : le grand homme
- Fanny La Croix : le réceptionniste
- Marc Fournier : Tremblay
- Kalinka Petrie : Paige

## Audience
En raison de scènes sexuelles osées, et réservées à un public majeur, le film a été moyennement apprécié par les spectateurs et par la critique[réf. nécessaire].